# Midtown
Midtown – jednostka osadnicza w Stanach Zjednoczonych, w stanie Tennessee, w hrabstwie Roane.